# Gerhard Kaufhold
Gerhard Kaufhold (2 dicembre 1928 – Offenbach-Rumpenheim, 4 ottobre 2009) è stato un calciatore tedesco, di ruolo centrocampista.